# Traité de sociologie générale
Le Traité de sociologie générale (Trattato di sociologia generale) est une des œuvres principales de Vilfredo Pareto publiée en Italien en 1916.
Giulio Farina en a donné une version abrégée — le Compendio du sociologia generale — en 1920.